# Philander mcilhennyi
El filandro gris de Mcilhenny (filandro gris de Mcilhenny) es una especie de marsupial didelfimorfo de la familia Didelphidae que habita en la cuenca amazónica del centro y este del Perú y oeste de Brasil.